# Asmus Jacob Carstens

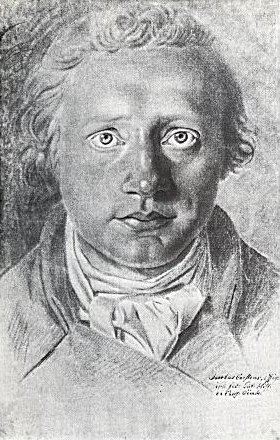
Asmus Jakob Carstens, självporträtt.

Asmus Jacob Carstens, född 10 maj 1754 i St. Jürgen nära Schleswig, död 25 maj 1798 i Rom, var en dansk målare och tecknare. 
Sedan han blivit myndig begav sig Carstens till Köpenhamn för att studera konst under Nikolai Abildgaard. Han var dock ganska ointresserad av den traditionella undervisningen, och ägnade sig i stället åt anatomistudier och studier av antika avgjutningar på egen hand. Under sina studier på modellskolan kom han i konflikt med akademins ledning, då han vägrade ta emot dess silvermedalj, och kastades ut från densamma. 
Han begav sig då 1783 i sällskap med sin bror till Italien, men måste i Mantua på grund av penningbrist återvända. Carstens slog slig därefter ned i Lübeck, där han främst försörjde sig som porträttmålare. Han fick dock så småningom tillfälle att komma till Berlin, men även där hade han svårt att slå sig fram. 1789 ställde han dock ut en stor komposition, Änglarnas fall, som väckte stor uppmärksamhet och blev hans genombrott. 
Han utnämndes därefter 1790 till professor vid Berlins konstakademi och erhöll 1792 ett tvåårigt konststipendium, som gjorde det möjligt för honom att äntligen reda till Rom. Stipendiet förlängdes med ännu ett år, men när Berlins akademi slutligen 1795 fordrade att han skulle resa hem, skall han ha värjt sig med orden: Jag tillhör ej Berlins akademi, utan mänskligheten. Samma år kom även hans stora genombrott i Rom.
Han kunde leva de återstående åren av sitt liv som en hyllad och välbetald konstnär. Under dessa sita år tillkom några av hans främsta verk såsom hans blad till Argonauternas tåg och utkasten till Den gyllne tidsåldern med flera. Den tyska skola som företräddes av Peter von Cornelius förde hans stil vidare, men själv hade han inga egentliga lärjungar. Bertel Thorvaldsen var den ende som stod honom personligt nära.